# São João de Pirabas
São João de Pirabas là một đô thị thuộc bang Pará, Brasil. Đô thị này có diện tích 701,896 km², dân số năm 2007 là 18921 người, mật độ 26,96 người/km².